# Mykkäkari
Mykkäkari är en ö i Finland. Den ligger i sjön Haapijärvi och i kommunen Björneborg i den ekonomiska regionen  Björneborgs ekonomiska region  och landskapet Satakunta, i den sydvästra delen av landet, 240 km nordväst om huvudstaden Helsingfors. Öns area är omkring 620 kvadratmeter och dess största längd är 40 meter i sydöst-nordvästlig riktning.